# Uafato
Uafato ist ein Dorf an der Nordostküste von Upolu in Samoa. Das Dorf hat nationale und internationale Bedeutung als einzigartiges kulturelles und konservatorisches Gebiet.

## Geographie
Das Dorf liegt im politischen Bezirk (itūmālō) Vaʻa-o-Fonoti und ist Teil des Schutzgebietes Uafato Conservation Area. Es gehört zu einer Ansammlung von neun kleinen Siedlungen an der Fagaloa Bay. Zusätzlich liegt es im Gebiet der Fagaloa Bay – Uafato Tiavea Conservation Zone, einem Gebiet mit dichtem Regenwald der Tropischen Regenwälder von Samoa, interessanter Topographie, Wasserfällen und Korallenriffen.

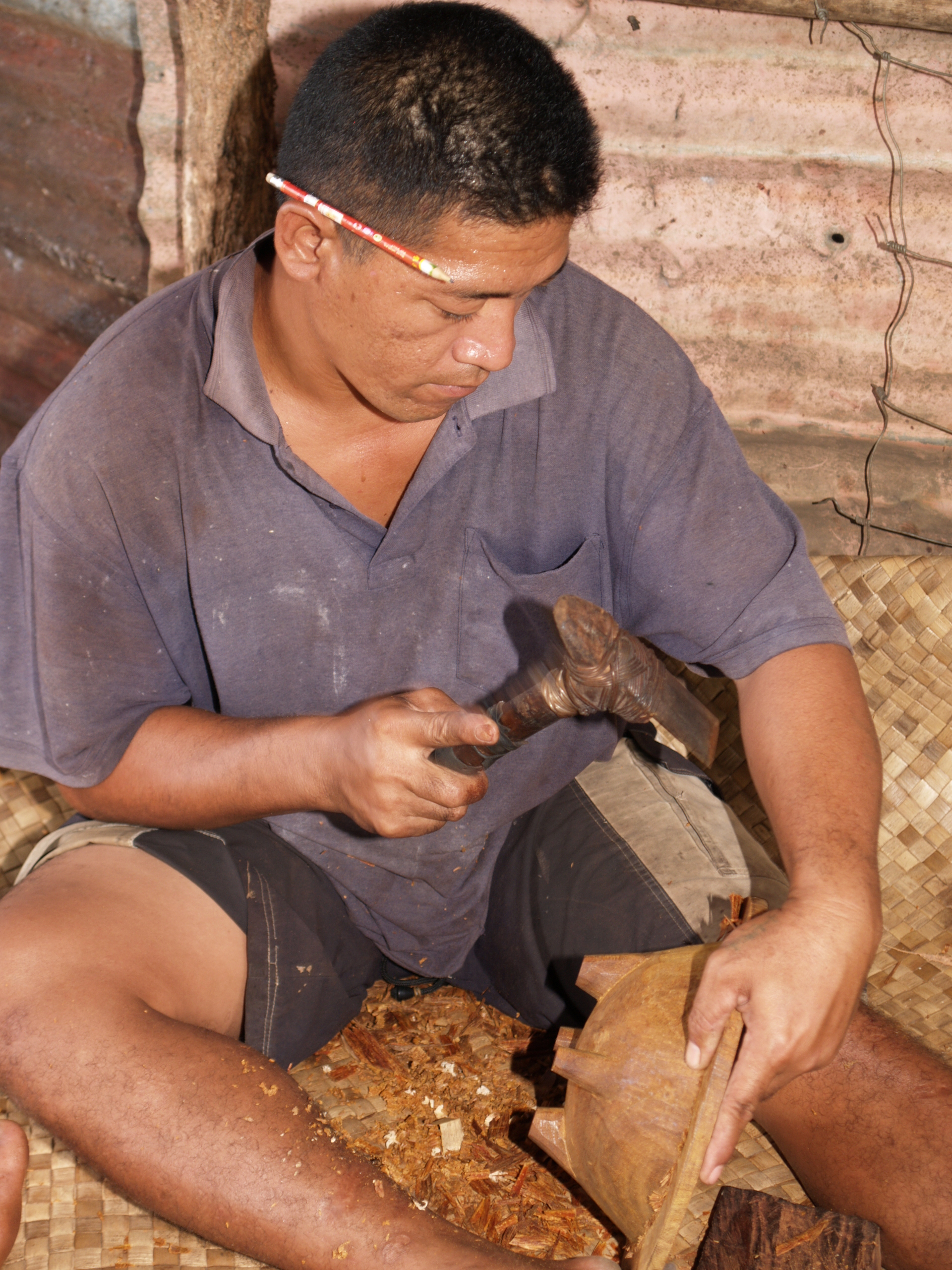
Mann beim Schnitzen einer Kavaschale

Uafato ist das östlichste der Dörfer in der Bucht und schmiegt sich an die Küste zwischen Meer und Regenwald. Zugang zum Dorf gibt es durch eine schmale Landstraße von der Fagaloa Bay aus. Wie die meisten Dörfer in Samoa, pflegen die Einwohner von Uafato einen traditionellen Lebensstil und ihre Kultur, die bestimmt wird von faʻa Samoa (Der Samoanische Weg), den Matai (Häuptlingen) und der va tapuʻia – Wechselbeziehung mit der umgebenden Natur. Der Regenwald bleibt die wichtigste Quelle für die Lebensmittel der Einwohner. Die Wälder rund um das Dorf beherbergen einen der größten verbliebenen Bestände von einheimischen Hartholzbäumen der Art ifilele (Intsia bijuga), die mit vielen Verwendungsmöglichkeiten eine wichtige Rolle in der Kultur spielen, unter anderem in Architektur und Schnitzkunst.
Das Dorf ist ein Zentrum der traditionellen Schnitzkunst und es gibt Werkstätten, die speziell auf Touristen ausgerichtet sind, wo die Herstellung von Kava-Schüsseln, Kriegskeulen und anderen Schnitzereien gezeigt wird. Die Frauen stellen fein gewobene Matten, Fächer und andere Gegenstände her, die eine wichtige Einnahmequelle für die Familien bilden. Der Ruf der örtlichen Schnitzer ist seit der Jahrtausendwende gewachsen und die Schnitzer von Uafato beliefern auch den Handwerkermarkt in der Hauptstadt Apia. Die meisten Techniken, die Verwendung finden, gehen noch auf die zeit vor dem Kontakt mit den Europäern zurück.
Die Entfernung zur Hauptstadt wird mit eineinhalb Stunden angegeben und es werden Tagestouren angeboten. Es gibt auch einige Beach Fale, die für Übernachtungen gemietet werden können.

## Uafato Conservation Area
Das Conservation Area ist Land der Ahnen, das den Familien von Uafato gehört. Das Schutzgebiet umfasst das ganze Dorf, die Fagaloa Bay und ca. 1300 Hektar Waldland. In diesem Gebiet wurden zahlreiche seltene Vögel und mehrere Säugetierarten nachgewiesen, unter anderem zwei Fledermausarten und 22 Vogelarten, darunter die gefährdete Zahntaube (Didunculus strigirostris, „Samoan pigeon“). Die Zahntaube ist der Nationalvogel von Samoa und wird in der lokalen Sprache „Manumea“ genannt. Die Initiative für ein Schutzgebiet kam von den Häuptlingen und Dorfbewohnern nach den Zyklonen 1991, die einen großen Teil des Dorfes zerstörten. Das Council of Chiefs ging auf eine private Umweltschutzorganisation, die O Le Siosiomaga Society, zu. Ein Jahr später wurde das Uafato Conservation Area mit finanzieller Unterstützung des Pacific Regional Environment Programme (SPREP) gegründet.

„Der Begriff ‘conservation’ ist nicht neu für uns. Ein Zweck des Schutzgebiets ist es, internationale Holzfällergesellschaften von Uafato fernzuhalten, weil unser Überleben vom Wald abhängt. Es ist eine Sache des gesunden Menschenverstands.“

Alaifue Lisale starb 2010 und Vaisa Laumea (66 Jahre) wurde an Weihnachten 2009 zum neuen High Chief of Uafato ernannt.

## Mythologie
Der Name Uafato wird durch verschiedene Erzählungen erklärt. Eine Geschichte erzählt von einem Aufstapeln von Menschen, um das Haus von Lufasiaitu zu bauen. Dazu wurden 100 menschliche Pfosten benötigt. Die Männer wurden gezwungen, auf den Nacken (ua) des Untermannes zu steigen, um einen Pfosten zu bilden. Damit wird auch der Häuptlingstitel 'Faleselau' (fale = Haus und selau = hundert) erklärt. Dieser Titel bezieht sich demnach auf die hundert Pfosten von Lufasiaitus Haus.
Eine andere Geschichte erzählt, dass der oberste Gott Tagaloa im neunten Himmel über Uafato wohnt.